# Старик-Камень
Стари́к-Ка́мень — гора на Среднем Урале, в Горнозаводском округе Свердловской области России, одна из высочайших вершин хребта Весёлые горы. Высота горы — 755 метров. Государственный ландшафтный заказник, популярное место отдыха, туризма и альпинизма.

## География
Старик-Камень расположен на границе муниципального образования «город Нижний Тагил» и Кировградского муниципального округа. Для обоих муниципальных образований вершина является высочайшей. Вершина находится в центральной части хребта Весёлые горы, в 11 километрах к западу от посёлка Карпушиха. Высота — 755,4 метра, площадь — 16 километров.
Гора полностью покрыта лесом, за исключением скалистой вершины и небольшого утёса. Сложена габбро-диоритовыми породами и представляет собой вытянутый на 300 метров скальный гребень. Восточная сторона имеет обрыв 50 метров, на западной стороне нагромождение камней.
С вершины открывается вид на окрестности: горы Билимбай, Просечная, Скалистая, Рябиновая, Два Брата. В ясную погоду видны города Нижний Тагил, Невьянск, Верхний Тагил, посёлки Черноисточинск, Висим и Лёвиха. Вблизи горная река Шайтанка. Вершина горы Старик-Камень находится на условной границе Европы и Азии. До горы Старик-Камень из посёлка Черноисточинска ведёт грунтовая дорога, дальше она уходит на бывшие лесные делянки.

## Памятник природы
С 1983 года гора Старик-камень и прилегающая территория площадью в 1657 гектаров в Нижне-Тагильском и Невьянском лесничествах является особо охраняемой территорией — государственным ландшафтным заказником регионального значения.